# Pseudocercopis concolor
Pseudocercopis concolor är en insektsart som beskrevs av Victor Lallemand och Synave 1955. Pseudocercopis concolor ingår i släktet Pseudocercopis och familjen spottstritar. Inga underarter finns listade i Catalogue of Life.